# TAR Aerolineas
Link Conexión Aérea, S.A. de C.V., särskilt företagsnamn: TAR Aerolineas är ett mexikanskt flygbolag med huvudkontor i Santiago de Querétaro, huvudstaden i delstaten Querétaro. Deras första kommersiella flygning var den 3 mars 2014 mellan Aeropuerto Intercontinental de Querétaro och Miguel Hidalgo y Costilla International Airport, Guadalajara. I mars 2020 har de flygningar till 26 olika destinationer i Mexiko Flottan består av 11 stycken Embraer ERJ 145-plan med LR (long range) konfiguration. Ett tolfte plan är beställt. Man har även ett kontor i Dallas, Texas men inga internationella destinationer ännu.